# Diphyus celatus
Diphyus celatus là một loài tò vò trong họ Ichneumonidae.